# روبيرتا جروبر
روبيرتا جروبر (بالألمانية: Roberta Gropper)‏ (بالألمانية:Roberta Gropper) سياسية ألمانية، وُلدت في السادس عشر من أغسطس لعام 1897 في ميمينجين و تُوفيت في الأول من فبراير لعام 1993 في العاصمة الألمانية برلين. كانت روبيرتا سياسية عن الحزب الشيوعي الألماني (KPD )
و الحزب الوحدة الاشتراكي الألماني (SED)
كانت روبيرتا عاملة تبغ حتى انضمت إلى مجلس العمل في نوفمبر عام 1918 في أولم. انضمت لبرلمان القيصرية الألمانية في الفترة ما بين 1930 و 1933 عن دائرتها الانتخابية برلين، وبعد ذلك هاجرت إلى فرنسا ثم الاتحاد السوفيتي أينما أُعتقلت. في سجون موسكو قابلت مارجريتا بوبر نيومان في عام 1940. عادت روبيرتا 1947 إلى برلين حيث أصبحت من عام 1950 حتى عام 1981 عضوة في برلمان المانيا الشرقية (Volkskammer) وسكرتيرة اتحاد النقابات العمالية الحر في برلين ورئيسة الاتحاد الديموقراطي النسائي.

## الكتب
ذُكرت روبيرتا جروبر في كتب عديدة، مثل:
- كتاب جميع أيام حياتهن للكاتبة لوسي دورنمان. (ذُكرت في الصفحات 195–302)
- Luise Dornemann: Alle Tage ihres Lebens: Frauengestalten aus zwei Jahrhunderten. Dietz Verlag, Berlin 1988, ISBN 3-320-01068-9, S. 195–302.
- كتاب الشيوعيون الألمان. كتاب السيرة الذاتية للكاتبين هرمان فبير و أندرياس هربست.
- Hermann Weber, Andreas Herbst: Deutsche Kommunisten. Biographisches Handbuch 1918 bis 1945. 2., überarbeitete und stark erweiterte Auflage. Dietz, Berlin 2008, ISBN 978-3-320-02130-6
- كتاب مقاومة رئساء النقابات للكاتب زيجفريد ميلكه.
- Gewerkschafterinnen im Widerstand. Hrsg. von Siegfried Mielke, Klartext, Essen 2008, S. 154–161.

## الأوسمة
- نيشان الاستحقاق الوطني الفضي عام 1958
- وسام كارل ماركس عام 1962[1]
- نيشان الاستحقاق الوطني الذهبي عام 1967

## وصلات خارجية
- معلومات عن روبيرتا جروبر على موقع برلمان ألمانيا الشرقية